# Gélose pour dénombrement
La gélose pour dénombrement, ou PCA standard (de l'anglais : plate count agar), est un milieu utilisé pour le dénombrement de la portion revivifiable de la flore mésophile aérobie totale (Norme AFNOR NF T 90-401 et 402). C'est un milieu nutritif sans inhibiteurs, dont l'intérêt est de favoriser le développement à 30 °C de tous les microorganismes qu'on y a déposés. L'ensemble de tous les micro-organismes s'appelle la flore totale.

## Composition du milieu
- Tryptone : 5,0 g
- Extrait de levure : 2,5 g
- Glucose : 1,0 g
- Agar : 15,0 g
- pH = 7.0
- Eau qsp 1 L

## Présentation
Il existe dans le commerce des boîtes de contact permettant de faire des prélèvements de surface. Les prélèvements de surface sont un indicateur de maîtrise des procédures de nettoyage/désinfection dans les industries agroalimentaires. Ces boîtes qui contiennent cette gélose sont de forme bombée (ménisque convexe) afin de permettre une plus grande surface de contact avec la surface. Des applicateurs peuvent être utilisés pour assurer une meilleure reproductibilité de prélèvement. Ces applicateurs permettent d'appliquer une pression constante sur la surface au cours du prélèvement. Le fond de ces boîtes est en plus quadrillé pour faciliter le dénombrement par parties.

## Ensemencement
Un jus provenant de l'aliment ou de la surface à tester, préalablement dilué et filtré, est déposé sur la gélose (ensemencement en surface) ou mélangé avec la gélose (ensemencement dans la masse).

## Lecture
Après incubation à température constante, on observe sur le milieu des colonies bactériennes et parfois des levures et des moisissures. Chaque colonie provient d'une UFC (Unité Formant Colonie) cela veut dire que l'on considère que la colonie est issue soit d'une unité microbienne : un  micro-organisme ou d'un spore qui a germé, et que cette unité était présente sur la surface ou dans l'aliment. Plus rarement, il se peut que la colonie provienne d'un amas de micro-organismes si serrés qu'ils se sont développés en formant une seule colonie.